# Крмель
Крмель (словен. Krmelj) — поселення в общині Севниця, Споднєпосавський регіон, Словенія. Висота над рівнем моря: 247,3 м.